# Bobsleje na Zimowych Igrzyskach Olimpijskich 1924
Bobsleje na Zimowych Igrzyskach Olimpijskich 1924 odbyły się w dniach 2 – 3 lutego 1924 roku na torze La Piste de Bobsleigh des Pellerins. Zawodnicy walczyli w czwórkach/piątkach mężczyzn.

## Kraje uczestniczące
W zawodach wystartowało łącznie 39 zawodników z 5 państw:
- Belgia
- Francja
- Wielka Brytania
- Włochy
- Szwajcaria

## Wyniki
Data: 2 – 3 lutego 1924
| LP | Kraj               | Skład                                                                                                 | 1       | 2       | 3       | 4       | Suma    |
| -- | ------------------ | --- | ------- | ------- | ------- | ------- | ------- |
| 1. | Szwajcaria I       | Eduard Scherrer, Alfred Neveu, Alfred Schläppi, Heinrich Schläppi                                     | 1:27.39 | 1:26.60 | 1:25.02 | 1:25.53 | 5:45.54 |
| 2. | Wielka Brytania II | Ralph Broome, Terence Arnold, Alexander Richardson, Rodney Soher                                      | 1:28.73 | 1:28.67 | 1:25.76 | 1:25.67 | 5:48.83 |
| 3. | Belgia I           | Charles Mulder, René Mortiaux, Paul Van den Broek, Victor Verschueren, Henri Willems                  | 1:29.89 | 1:34.22 | 1:29.98 | 1:28.20 | 6:02.29 |
| 4. | Francja II         | Antony Berg, Henri Aldebert, Georges André, Jean de Suarez d’Aulan                                    | 1:39.35 | 1:34.99 | 1:36.68 | 1:31.93 | 6:22.95 |
| 5. | Wielka Brytania I  | William Horton, Archibald Crabbe, Gerard Fairlie, George Pim                                          | 1:42.33 | 1:41.28 | 1:38.58 | 1:38.52 | 6:40.71 |
| 6. | Włochy I           | Lodovico Obexer, Massimo Fink, Paolo Herbert, Giuseppe Steiner, Luis Trenker                          | 1:53.00 | 1:49.69 | 1:48.73 | 1:43.99 | 7:15.41 |
| –  | Francja I          | Émile Legrand, Gabriel Izard, Jacques Jany, Fernand Legrand                                           | 4:29.01 | DNS     | 2:00.79 | 1:56.58 | DNF     |
| –  | Włochy II          | Luigi Tornielli di Borgolavezzaro, Adolfo Bocchi, Leonardo Bonzi, Alfredo Spasciani, Alberto Visconti | 4:08.44 | DNS     | DNS     | DNS     | DNF     |
| –  | Szwajcaria II      | Charles Stoffel, Alois Faigle, Anton Guldener, Edmond Laroche                                         | 5:38.00 | DNS     | DNS     | DNS     | DNF     |